# David Milinkovic
Manuel David Milinkovic (* 20. Mai 1994 in Antibes) ist ein französischer ehemaliger Fußballspieler serbischer Herkunft.

## Karriere
Manuel Milinkovic wurde im Jahr 1994 in Antibes im Südosten Frankreichs geboren. Seine Fußballkarriere begann er nur wenige Kilometer entfernt bei der AS Cannes. In Cannes spielte er bis zu der U-19-Altersklasse. Im Januar 2012 wechselte Milinkovic in die Jugend von Roter Stern Belgrad. Nach einem Jahr folgte ein Wechsel zum FK Rad Belgrad. Dieser verlieh ihn zunächst an den serbischen Zweitligisten FK BASK aus dem Belgrader Stadtbezirk Čukarica. Später wurde er von diesem fest verpflichtet. Von Januar bis Juli 2015 war der Mittelfeldspieler danach Vereinslos. Ab Juli 2015 setzte Milinkovic seine Karriere in Italien fort. Dabei stand er in der Serie B bei Ternana Calcio und US Salernitana unter Vertrag. Im Jahr 2016 verpflichtete ihn der italienische Erstligist CFC Genua. Von dort aus folgten Leihen innerhalb von Italien zur SS Virtus Lanciano, ACR Messina und Foggia Calcio sowie nach Schottland zu Heart of Midlothian.